# Andrew Pulford

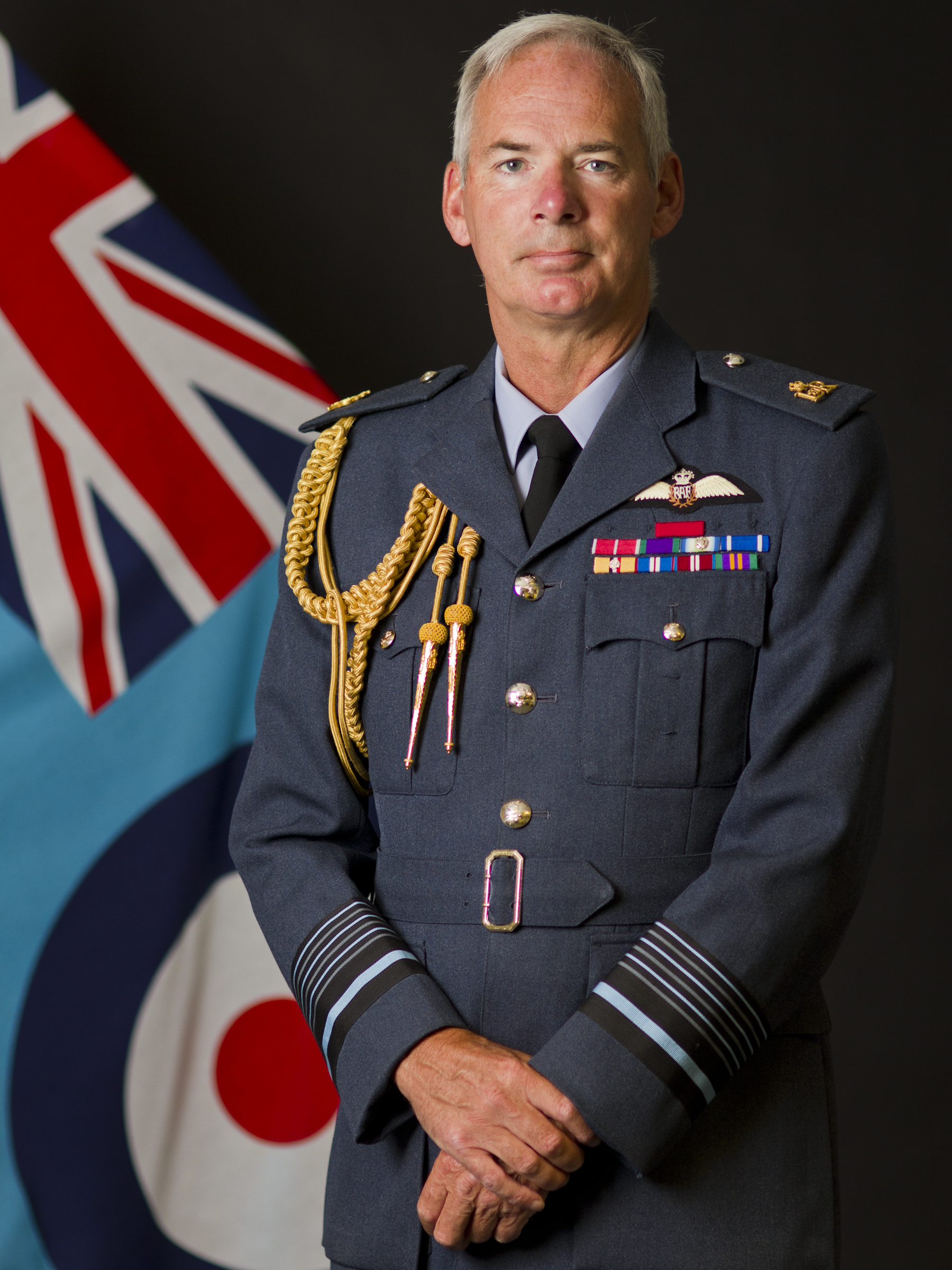
Sir Andrew Pulford (2013)

Sir Andrew Douglas Pulford, GCB, CBE (* 22. März 1958) ist ein britischer Air Chief Marshal und seit 2013 Kommandeur der Royal Air Force.

## Leben
Andrew Pulford trat 1977 in die Royal Air Force ein und absolvierte die Ausbildung zum Hubschrauberpiloten. Zunächst wurde er in der No. 72 Squadron auf dem Muster Westland Wessex eingesetzt, später dann auf die Boeing-Vertol CH-47 Chinook umgeschult. Zwischen 1996 und 1999 war er Staffelführer (Officer Commanding) der No. 18 Squadron in Laarbruch. Insgesamt erreichte er bisher etwa 5000 Flugstunden.
Einsätze absolvierte Pulford in Nordirland, den Falklandinseln, im Libanon, auf dem Balkan und im Persischen Golf.

## Privates
Andrew Pulford ist verheiratet und hat zwei Kinder.